# ۹۲۵ (خورشیدی)
۹۲۵ نهصد و بیست و پنجمین سال هجری خورشیدی است.

## زادگان
- زاده حدود ۹۲۵ خورشیدی، احمد منشی قمی، (درگذشت: حدود ۹۸۵)، مورخ، نویسنده و منشی دوره صفوی در قم.
- ۸ اسفند - شیخ بهایی، (درگذشت: ۱۰۰۰)، دانشمند عصر صفوی

## درگذشتگان
- ۱۳ تیر -  بارباروس خیرالدین پاشا، (زادروز: ۸۵۷)، دریاسالار ترکیه عثمانی